# Карл Еберт (актор)
Карл Антон Еберт (* 20. лютий 1887 в Берліні ; † 14. Травень 1980, Санта-Моніка, Каліфорнія) — німецький актор, режисер і художній керівник.

## Життя
Карл Еберт закінчив акторську освіту в Макса Рейнхардта. Потім він був актором на різних сценах і грав у численних кіно- і телевізійних постановках. У 1927 році він став оперним режисером і художнім керівником у Державному театрі Дармштадта, а потім перейшов до Німецької опери в Берліні на тій же посаді в 1931 році і займав цю посаду до 1933 року. Після приходу до влади націонал-соціалістів нацистська культурна спільнота зневажала його як «музичного більшовика». Еберт емігрував до Туреччини через Швейцарію та Англію,а в 1948 році переїхав до США.
В Англії Еберт заснував Глайндборнський фестиваль разом з Фріцем Бушем і працював там його художнім керівником до 1939 року і потім вже в 1950-х роках. У 1939 році переїхав до Анкари, де відіграв провідну роль у створенні державної консерваторії та державного театру. Його помічником у цей час був письменник Сабахаттін Алі.
З 1948 по 1954 рік Еберт очолював кафедру опери в Університеті Південної Каліфорнії в Лос-Анджелесі. З 1954 по 1961 рік знову був призначений художнім керівником Німецької опери в Берліні. Після свого художнього керівництва там Еберт залишився пов'язаним з Deutsche Oper як директор.
У 1955 році став першим президентом Німецького центру Міжнародного театрального інституту.
Карл Еберт був батьком німецько-британського оперного режисера Пітера Еберта (1918—2012). Його онук Алекс Еберт очолює американський гурт Edward Sharpe and the Magnetic Zeros.

## Фільмографія
- 1913: Завуальований образ Гросс-Кляйндорфа
- 1914: Пограбування князя
- 1914: дочка Ерлконіга
- 1914: Голем
- 1915: Стрибаючий олень
- 1915: § 14 BGB
- 1919: Живі мерці
- 1920: Закритий ланцюг
- 1921: бик Олівери
- 1923: Нора
- 1923: Дух Землі
- 1923: Вільгельм Телль
- 1923: Венеціанський купець
- 1925: Живі Будди
- 1926: Фіакер № 13
- 1926: Його велике падіння
- 1963: Швабські оповідання
- 1964: Оденвальдштеттен (доповідач)

## Нагороди
- 1957: значок Ернста Рейтера
- 1960: Великий хрест заслуг перед Федеративною Республікою Німеччина
- 1961: Премія німецьких критиків
- 1961: Командор ордена Британської імперії
- 1966: Командорський хрест ордена «За заслуги перед Італійською Республікою».
- 1977: Срібний аркуш Спілки драматургів

## Літератури
- Герхард Баєр : Робочий рух у Гессені. До історії робітничого руху Гессена через сто п'ятдесят років (1834—1984). Інзель, Франкфурт-на-Майні 1984, ISBN 3-458-14213-4, с. 404.
- Thomas Blubacher
- Пітер Еберт : У цьому театрі людського життя. Біографія Карла Еберта . Книжкова Гільдія, Льюїс / Сассекс, Великобританія 1999, ISBN 1-85776-347-5 .
- Йорк А. Хаазе : Еберт, Карл, в: Роланд Доцерт та ін.: Stadtlexikon Darmstadt. Konrad Theiss Verlag, Штутгарт 2006, ISBN 978-3-8062-1930-2, с. 190.
- Сабіна Гіллебрехт (червона.): Гайматлоз. Вигнання в Туреччині 1933—1945 (= серія публікацій Активного музею фашизму та опору в Берліні e. Т. Т. 8, ZDB-ID 2215929-0). Асоціація активних музеїв, Берлін 2000, с. 60–61 (каталог виставки).
- Ільзе Кобан: Чекаю, поки життя повернеться. Про листування між Карлсом Ебертом і Герті Еберт. В: Смисл і форма . Т. 60/2008, Випуск 5, С. 593—603. (Містить біографію Карла Еберта)
- Листування 1933—1934, Карл Еберт і Герті Еберт. (я). і (II. ) В кн.: Сенс і форма. Т. 60/2008, Випуск 5, С. 604—630 та Випуск 6, С. 769—793.
- Райнер Меккельманн : Приймальня в Анкарі. Ернст Рейтер — вигнання і повернення до Берліна. Berliner Wissenschafts-Verlag, Berlin 2013, ISBN 978-3-8305-3143-2, с. 94-102.
- Ч. Бернд Сухер (ред.): Театральний лексикон . Автори, режисери, актори, драматурги, сценографи, критики. Крістін Дессель і Марієтта Пікенброк за сприяння Жана-Клода Кунера та К. Бернда Сушера. 2. Видання. Deutscher Taschenbuch-Verlag, Мюнхен 1999, ISBN 3-423-03322-3, с. 155